# Brabantliner

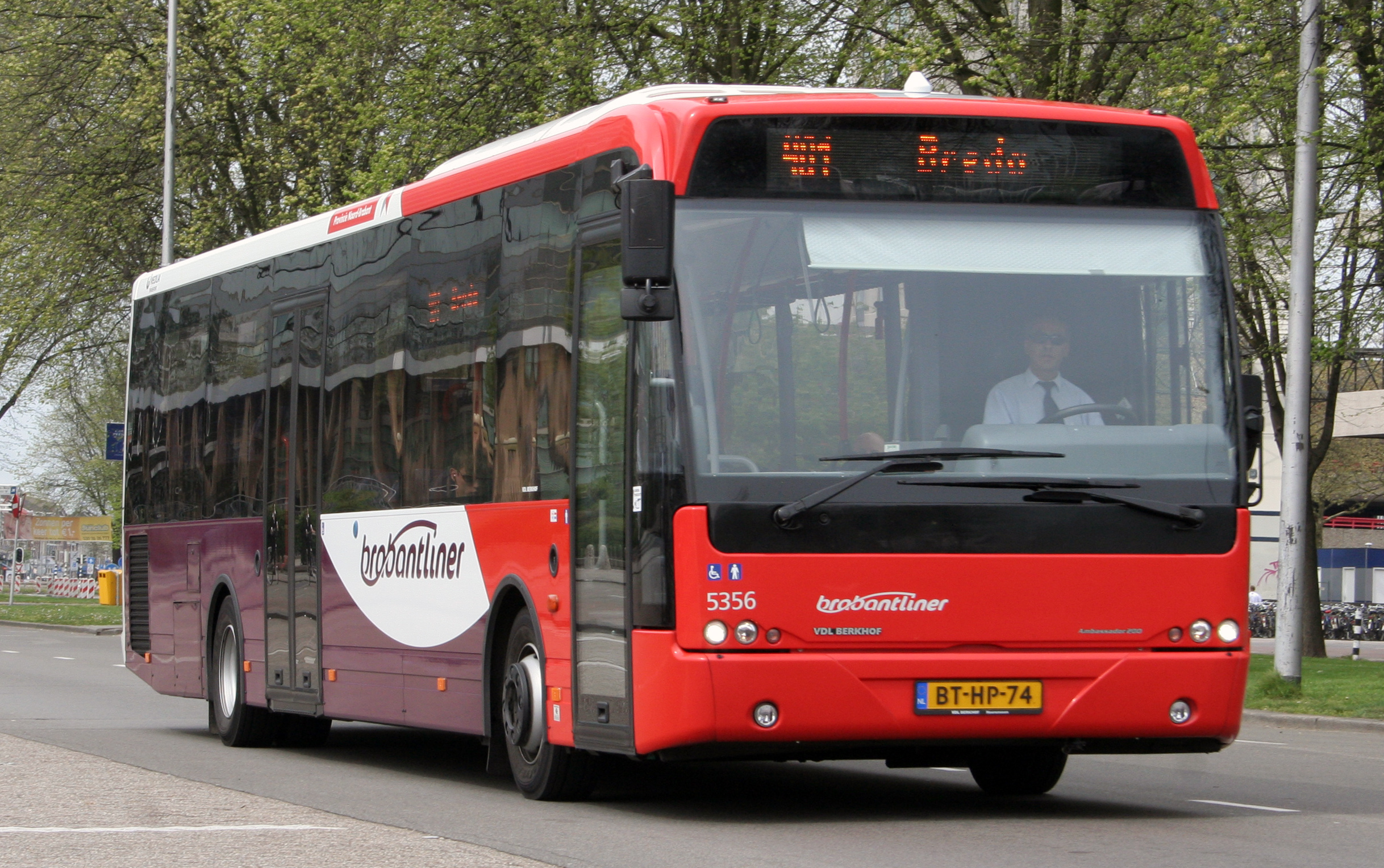
Eerste generatie Brabantliner als lijn 401 bij vertrek uit Utrecht.

De Brabantliner is sinds 2007 de naam van de snelbusformule van voorheen de vervoersmaatschappij Veolia Transport voor hun voormalige Interliner-lijnen 400 en 401 (thans lijnen 500 en 501), tussen Utrecht en Oosterhout respectievelijk Breda. Deze buslijnen rijden grotendeels over de A27. Sinds januari 2013 is er ook een nieuwe lijn bij gekomen, namelijk lijn 502 van Breda naar Gorinchem (destijds als lijn 402). Per 14 december 2014 heeft Arriva de exploitatie van de Brabantliner overgenomen.
Op de bussen van de Brabantliner is de OV-chipkaart geldig.

## Materieel
Voor de Brabantliner werden door Veolia Transport eerst luxe Berkhof Ambassador-bussen ingezet. Later werden deze bussen vervangen door luxe Volvo 8700-bussen, omdat de vorige bussen de gewenste snelheid niet konden halen en volgens sommigen onvoldoende onderscheidend comfort aanboden. Per 14 december 2014 worden er Mercedes-Benz Intouro bussen ingezet op de lijnen. Later is dit aangevuld met Volvo 8900 bussen. Ontwerpers van het logo en vormgeving voor de Brabantliner is van de hand van Proforma ontwerpers & adviseurs uit Rotterdam.

## Route
| Lijn | Bestemming                                                           | Via | Omschrijving |
| ---- | -------------------------------------------------------------------- | --- | --- |
| 500  | Oosterhout, Busstation - Utrecht, Centraal Station (Jaarbeurszijde)  | Oosterhout (Burgemeester Elkhuizenlaan), Raamsdonksveer (Van Wijngaardenstraat, Essenboom, Keizersveer, Maasdijk), Hank, Nieuwendijk, Sleeuwijk (Tol), Vianen (Busstation Lekbrug), Utrecht (Graadt van Roggenweg) | Met deze twee routes vormt de Brabantliner de belangrijkste en snelste route per openbaar vervoer tussen Utrecht en Oosterhout of (oostelijk) Breda. Naar het station van Breda is de bus vanaf Utrecht Centraal iets minder snel dan de treinverbindingen met overstap in 's-Hertogenbosch; de reistijd bedraagt met de trein 67 minuten terwijl de bus er krap vijf kwartier over doet. In het weekend rijdt lijn 400 vanuit Oosterhout door naar Breda i.p.v. lijn 401, die dan niet rijdt. |
| 501  | Breda, Centraal Station - Utrecht, Centraal Station (Jaarbeurszijde) | Breda (Vlaszak, Claudius Prinsenlaan, Bijster), Hank, Nieuwendijk, Sleeuwijk (Tol), Vianen (Busstation Lekbrug), Utrecht (Graadt van Roggenweg)                                                                    | Met deze twee routes vormt de Brabantliner de belangrijkste en snelste route per openbaar vervoer tussen Utrecht en Oosterhout of (oostelijk) Breda. Naar het station van Breda is de bus vanaf Utrecht Centraal iets minder snel dan de treinverbindingen met overstap in 's-Hertogenbosch; de reistijd bedraagt met de trein 67 minuten terwijl de bus er krap vijf kwartier over doet. In het weekend rijdt lijn 400 vanuit Oosterhout door naar Breda i.p.v. lijn 401, die dan niet rijdt. |
| 502  | Breda, Centraal Station - Gorinchem, Station                         | Breda (Vlaszak, Claudius Prinsenlaan, Bijster), Hank, Nieuwendijk, Sleeuwijk (Tol), Gorinchem (Sluis) | Met deze route vormt de Brabantliner een goed alternatief en een van de belangrijkste en snelste route per openbaar vervoer tussen Breda en Gorinchem. De trein doet er net iets langer over dan de bus en daar is een overstap noodzakelijk in Dordrecht, terwijl de bus bijna rechtstreeks gaat. |

### Lijn 310
De lijn 310 van Bergen op Zoom naar Rotterdam Zuidplein (voorheen lijn 101 en oorspronkelijk Interliner 405) is sinds 2009 als HOV-lijn door het leven gegaan, echter geldt hier alleen maar het HOV-tarief op deze lijn. De lijn zelf heeft nooit de vermelding Brabantliner gekregen. Omdat de lijn op de website van Veolia Transport vermeld stond als Brabantliner was hier verwarring over ontstaan. Echter werd vanwege de afstand van het traject de lijn gezien als speciale HOV-lijn en was het speciale HOV-tarief van toepassing. 
Per 14 december 2014 bedient Arriva deze lijn, de lijn is hernummerd naar lijn 310. Hoewel het lijnnummer anders doet vermoeden, behoort lijn 310 niet tot het netwerk van Volans. Deze lijn is een op zichzelf staande HOV, die wordt bediend met dezelfde Volvo 8900 bussen als die op de lijnen van Volans rijden. Echter dragen deze bussen niet de huisstijl van Volans, maar de eigen huisstijl van Brabant. Dit komt omdat de lijn niet volledig door Brabant loopt, maar juist voor een deel door de provincie Zuid-Holland. Omdat er een directe treinverbinding aanwezig is tussen de twee plaatsen, valt de buslijn evenmin onder het netwerk van Brabantliner. Sinds juli 2018 valt deze lijn wel onder het netwerk van Bravodirect.